# Municipio de Pike (condado de Brown)
El municipio de Pike (en inglés: Pike Township) es un municipio ubicado en el condado de Brown en el estado estadounidense de Ohio. En el año 2010 tenía una población de 4243 habitantes y una densidad poblacional de 66,83 personas por km².

## Geografía
El municipio de Pike se encuentra ubicado en las coordenadas 39°0′4″N 83°56′59″O / 39.00111, -83.94972. Según la Oficina del Censo de los Estados Unidos, el municipio tiene una superficie total de 63.49 km², de la cual 62,84 km² corresponden a tierra firme y (1,02 %) 0,65 km² es agua.

## Demografía
Según el censo de 2010, había 4243 personas residiendo en el municipio de Pike. La densidad de población era de 66,83 hab./km². De los 4243 habitantes  el 97,81 % eran blancos, el 0,38 %  afroamericanos, el 0,05 %  amerindios, el 0,64 % asiáticos, el 0,26 %  de otras razas y el 0,87 % de una mezcla de razas. Del total de la población el 0,66 % eran hispanos o latinos de cualquier raza.